# Amàstia
|  | No s'ha de confondre amb Amàsia o Amàzia. |

Amàstia es refereix a una rara anomalia clínica en què tant el teixit mamari intern com el mugró visible estan absents en un o ambdós costats. Afecta tant a homes com a dones. L'amàstia pot ser aïllada (l'única condició mèdica) o comòrbida amb altres síndromes, com ara la displàsia ectodèrmica, la sindactília (síndrome de Poland) i la diabetis lipoatròfica.
Aquesta anormalitat es pot classificar en diversos tipus, i cadascuna podria derivar de diferents patologies. L'amàstia es diferencia de l'amàzia i de l'atèlia; «amàzia» és l'absència d'una o ambdues glàndules mamàries, però els mugrons romanen presents, i «atèlia» és l'absència d'un o ambdós mugrons, però la glàndula mamària roman.
L'amàstia es deu probablement al fracàs del desenvolupament de la cresta mamària embriològica (abans del naixement) o a una involució incompleta. Les persones amb amàstia sovint pateixen defectes ectodèrmics, que inclouen diverses síndromes com la fenedura palatina, el múscul pectoral aïllat i la formació anormal dels braços.
El tractament de l'amàstia femenina inclou especialment l'orientació psicològica i la reconstrucció mamària. Com que no hi ha teixit mamari, la lactància materna no és possible. Si l'amàstia només apareix a un costat, llavors és possible donar el pit a l'altre costat.

## Classificació
Amàstia pot ser iatrogènica o congènita. L'amàstia congènita es divideix en tipus sindròmic i tipus no sindròmic respectivament.
Com suggereix la definició, l'amàstia sindròmica s'associa sovint amb símptomes evidents. El cas habitual és la hipoplàsia del teixit ectodèrmic, com els defectes del cabell i la pell.
D'altra banda, l'amàstia no sindròmica, no mostra cap defecte en parts del cos que no siguin la mama. Aquest tipus d'amàstia es pot classificar a més en unilateral i bilateral. L'amastia unilateral es pot definir com una amàstia que afecta només un costat del pit, mentre que el tipus bilateral es refereix a l'amàstia als dos costats del pit. L'amàstia unilateral és menys freqüent que l'amàstia bilateral. Gairebé tots els pacients amb amàstia no sindròmica són dones.

## Signes i símptomes
Normalment, els pacients amb amàstia tenen tant el mugró com l'arèola desapareguts, i el mugró pot estar absent en un o ambdós pits. Les anomalies sovint no s'associen amb els pits. No obstant això, s'han observat símptomes com hipertelorisme, nas de sella, fenedura palatina, trastorns urològics i disfunció dels músculs, extremitats superiors i inferiors. De vegades es poden diagnosticar simultàniament d'amàstia diversos membres d'una família, tots ells portadors de mutacions en el gen TBX3. Aquesta mutació podria provocar diverses anomalies, no només l'amàstia, sinó també la deformació de les extremitats i les dents.
Els casos d'amàstia unilateral són poc freqüents i sovint s'associen amb hipoplàsia del múscul pectoral major i/o del tòrax. L'amastia bilateral és més freqüent perquè sovint s'associa amb altres síndromes diferents. Per tant, els símptomes de l'amàstia bilateral són més fàcils de diagnosticar. A continuació s'enumeren diferents síndromes associades.

## Síndromes associades
L'amàstia, especialment si és bilateral, sovint està relacionada amb diverses síndromes, inclosa la displàsia ectodèrmica i la síndrome de Poland, que es caracteritza per anomalies de la mesoderma subjacent i del múscul pectoral anormal, respectivament. Altres síndromes, com ara la síndrome de Yunis Varon associada a FIG4 (MIM 216340), la síndrome mamària de les extremitats associades a TP63 (MIM 603543), la síndrome cubital associada a TBX3 (MIM 181450), i també s'ha observat clínicament la síndrome del cuir cabellut, l'orella i el mugró associada a KCTD1 (MIM 181270).

### Displàsia ectodèrmica
La displàsia ectodèrmica s'associa habitualment amb l'amàstia sindròmica. Els símptomes de la displàsia ectodèrmica es poden referir al desenvolupament anormal de diverses estructures derivades de l'ectodermis, com ara cabells, dents, ungles i glàndules sudorípares. Altres símptomes poden incloure la incapacitat de suar, la pèrdua de la visió o l'audició, la falta o subdesenvolupament dels dits de les mans o dels peus i el mal desenvolupament del teixit mamari. Les mutacions genètiques poden causar displàsia ectodèrmica, i aquests gens poden passar de pares a fills. El cas més comú és la mutació del gen EDA1 que es troba al cromosoma X, i aquesta mutació dona lloc a una displàsia ectodèrmica hipohidròtica lligada a X (XLHED). Hi ha una forta associació entre amàstia i XLHED. Més del 30% dels pacients masculins amb XLHED tenen mugrons absents. El 79% de les dones portadores tenen disminuïda la capacitat de la lactància materna. Això suggereix que les persones amb amàstia haurien de fer-se una prova completa de la pell per excloure aquesta síndrome.

### Síndrome de Poland
La síndrome de Poland és un trastorn genètic associat a un desenvolupament anormal de la mama. La taxa de prevalença d'aquesta síndrome és d'aproximadament 1 entre 20.000 i 30.000. Tant la paret toràcica com l'extremitat superior perden la funció normal, i aquesta síndrome sol produir-se de manera unilateral. Són freqüents les formes lleus i parcials de la síndrome de Poland, que sovint no s'han diagnosticat perquè la característica clínica només és l'asimetria mamària i un plec axil·lar anterior horitzontal, sense símptomes greus. Altres anomalies inclouen la deformació de les costelles, l'absència de múscul pectoral, hipoplàsia o anomalies de la mama i del teixit subcutani. Els pacients també poden tenir dits palmats en una mà, ossos curts a l'avantbraç o pèl escàs a les aixelles.

### Síndrome d'Al Awadi/Raas-Rothschild
La síndrome d'Al Awadi/Raas-Rothschild és un trastorn genètic poc freqüent. Els símptomes sovint s'associen amb l'absència o el mal desenvolupament de la part esquelètica de les extremitats.

### Síndrome de cuir cabellut-orella- mugró
Com el seu nom indica, la síndrome del cuir cabellut-orella-mugró es caracteritza per l'absència congènita de pell, anomalies del cuir cabellut, malformació de les estructures de l'oïda i mugrons no desenvolupats.

## Mecanismes
Les glàndules mamàries es disposen als pits dels primats per produir llet per alimentar la descendència. Són glàndules sudorípares engrandides i modificades. En el desenvolupament embriològic, les glàndules mamàries apareixen primer després de sis setmanes d'embaràs en forma de crestes ectodèrmiques. La cresta ectodèrmica es fa més gruixuda i es comprimeix per formar mesoderma. A mesura que persisteix la proliferació, la capa mesodèrmica continua formant grups. Els cúmuls creixen i es converteixen en lòbuls. Al mateix temps, els cúmuls també formen una fossa, que sobresurt per generar els mugrons. El deteriorament d'alguns d'aquests processos pot provocar aplàsia del teixit mamari, que pot provocar amàstia.

L'amàstia es produeix com a resultat d'un desenvolupament fallit de la cresta mamària, que perjudica la formació normal del teixit mamari i el mugró
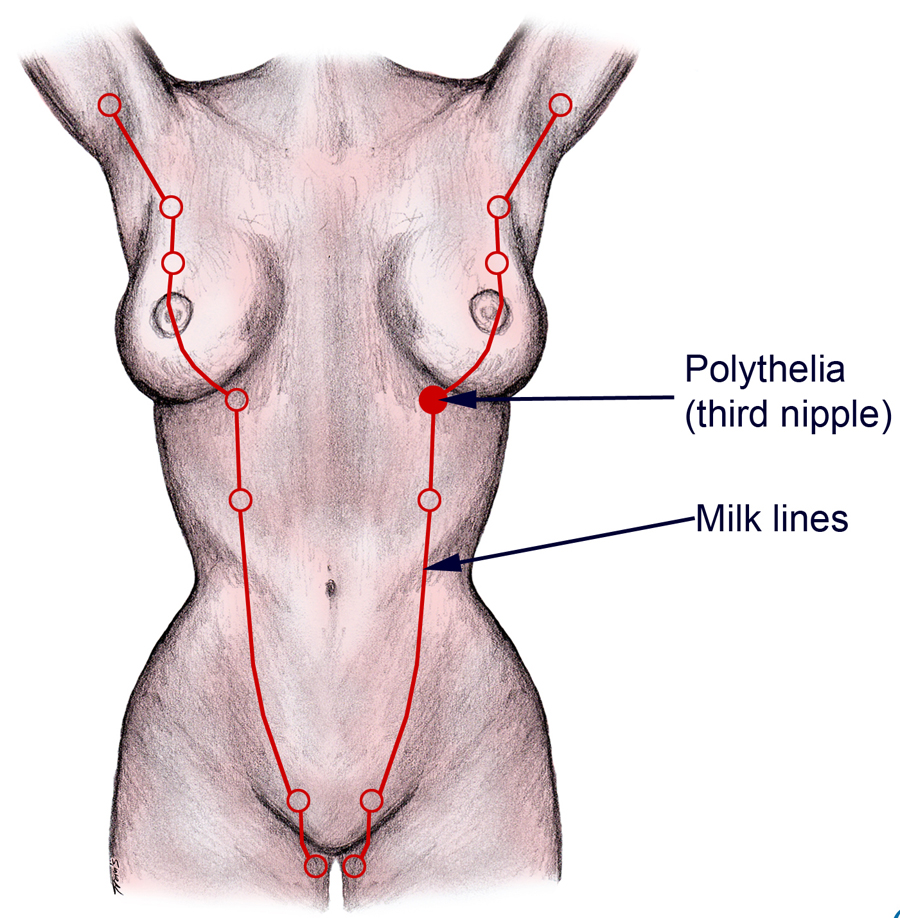
Línia natural de la cresta mamària

Per exemple, en condicions normals, la cresta mamària (o línia lactífera) s'estendria des de la cua axil·lar bilateral fins a la regió inguinal. Si aquesta extensió no es produeix de manera normal, el pit no es desenvoluparia amb èxit.
L'amàstia també pot ser causada per la incapacitat de produir proteïnes relacionades amb l'hormona paratiroïdal. L'absència d'aquesta proteïna alterarà el desenvolupament normal de la glàndula mamària. Per tant, quan els pacients amb amàstia reben una ecografia mèdica, es pot trobar asimetria o teixit mamari desproporcionat.

## Causes
L'amàstia unilateral sol ser causada per la síndrome de Poland, que es caracteritza per l'absència de mama d'un costat. L'absència o disfunció del múscul pectoral i les costelles són casos habituals. També pot formar part d'altres síndromes tal com es descriu als continguts anteriors. Altres causes poden incloure l'exposició intrauterina a fàrmacs teratogènics com la dehidroipiandrosterona i el tractament amb metiamozol/carbimazol durant el primer trimestre.
Per a l'amàstia bilateral, la causa no s'ha entès bé fins ara. Pot estar relacionat amb una mutació gènica, ja que sovint els pacients amb amàstia bilateral es diagnostiquen com a herència autosòmica dominant i recessiva. La disminució del flux sanguini a l'artèria subclàvia també pot ser una causa d'amàstia.
L'amàstia també pot ser causada per lesions. Aquestes lesions poden ocórrer quan els pacients reben cirurgia, com ara la toracotomia, la col·locació del tub toràcic o quan es tracten amb radioteràpia. La biòpsia inadequada o les cremades greus del teixit mamari també poden provocar amàstia.

## Genètica
L'amàstia congènita es pot associar amb herència autosòmica dominant i recessiva. No obstant això, en la investigació clínica, l'amàstia d'herència autosòmica recessiva és poc freqüent.
La mutació dels gens pot interrompre el procés normal i donar lloc a anomalies de la mama. El gen del receptor de proteïna tirosina tipus F (PTPRF) és especialment important en el desenvolupament de la regió del mugró-arèola. El PTPRF codifica la proteïna fosfatasa que es pot localitzar a la unió adherent. Aquesta fosfatasa també pot regular la cèl·lula epitelial per permetre la interacció cèl·lula-cèl·lula. El PTPRF també és responsable de la senyalització del factor de creixement i la via Wnt. La mutació homozigota de canvi de marc en PTPRF pot causar amàstia, cosa que suggereix la relació causal entre el defecte de PTPRF i l'amàstia sindròmica.

## Gestió
Atès que l'amàstia bilateral i unilateral es pot atribuir a diferents patologies, s'han d'adoptar els tractaments adequats en conseqüència. L'amàstia bilateral pot ocórrer de manera aïllada o associada a altres trastorns. Aquest cas és menys entès i difícil de tractar. D'altra banda, la síndrome de Poland és la causa més freqüent d'amàstia unilateral. A aquests pacients s'han de proporcionar tractaments com la reconstrucció muscular/mamària i la reubicació de l'arèola del mugró.

### Reconstrucció de pit
El tractament quirúrgic de defectes mamaris com la mastectomia també és aplicable per tractar pacients amb amàstia. L'expansió del teixit és la tècnica més comuna i es pot fer utilitzant teixit autòleg o protèsic. Per a la reconstrucció autòloga, es poden triar diferents teixits segons la condició física de la pacient o les seves preferències. La reconstrucció protèsica pot seguir els mateixos principis. La reconstrucció de la solapa és un altre mètode per reconstruir la mama quirúrgicament. Hi ha diversos tipus de solapes per triar en funció de la situació.

### Reubicació de l'arèola del mugró
L'amàstia s'associa sovint amb la síndrome de Poland, que requereix un procediment reconstructiu adequat per estabilitzar la paret toràcica, transferir el múscul dinàmic i reposicionar la regió de l'arèola del mugró. El tractament de la reubicació de l'arèola del mugró ofereix espai per a l'ampliació secundària del pit. En aquest tractament, l'expansor de teixit es pot inserir prèviament o amb retard. Es pot col·locar en diferents parts del cos en funció de quants teixits tous superposats tingui el pacient. Per tal de guiar la dissecció i assegurar-se de la ubicació correcta d'aquests teixits, cal marcar el plec inframamari abans de l'operació.